# Boekwinkeltjes.nl
Boekwinkeltjes.nl is een Nederlandse advertentiewebsite voor met name tweedehandsboeken. 

## Geschiedenis
De website werd in 2001 opgericht als vervolg op de website "Boekenzoekdienst.nl" dat in 2000 is gestart als vraag- en aanbodwebsite voor tweedehands boeken. Begin 2004 waren er vijfhonderd verkopers actief, maar dat werd hetzelfde jaar nog verdubbeld tot duizend. Halverwege 2010 waren er vijfduizend verkopers aangesloten die bijna vijf miljoen tweedehands boeken te koop aanboden. In 2019 is dat aantal gestegen tot ruim zevenduizend verkopers en meer dan zeven miljoen boeken. In dat jaar kunnen professionele aanbieders er ook nieuwe boeken te koop aanbieden. Dagelijks trekt de website dan ruim vijftienduizend bezoekers.